# Dello
Dello (lombardul: Dèl) település Olaszországban, Lombardia régióban, Brescia megyében. Lakosainak száma 5605 fő (2023. január 1.). Dello Azzano Mella, Bagnolo Mella, Capriano del Colle, Corzano, Mairano, Offlaga, Barbariga és Longhena községekkel határos.

## Népesség
A település lakossága az elmúlt években az alábbi módon változott:
| Lakosok száma | 5629 | 5601 | 5605 |
|               | 2017 | 2018 | 2023 |